# Званец (болота)
Зва́нец (бел. Званец) — крупнейшее в Европе низинное болото мезотрофного типа, расположенное в Брестской области. Территория является республиканским ландшафтным заказником.

## Статус
Статус биологического заказника был присвоен болотному комплексу Званец в 1996 году, тогда под охрану было взято 10460 га земель. В 1998 заказник получил статус ключевой орнитологической территории и был расширен до 15 тыс. га. В 2002 году он вошёл в европейскую сеть водно-болотных угодий, охраняемых согласно Рамсарской конвенции. В 2004 году заказник был преобразован в ландшафтный. 12 января 2007 года «Званец» статус охраны заказника был повышен до особого, а в 2010 году его границы расширили и присвоили территории статус ландшафтного заказника республиканского значения.

## Описание
Площадь современного заказника составляет 16227 га, он находится на западе Полесья в пределах Дрогичинского и Кобринского районов Брестской области. На биотопы в северной части комплекса сильное влияние оказывает Днепровско-Бугсий канал.
Званец — крупнейшее в Европе низинное болото мезотрофного типа, на котором расположены многочисленные минеральные острова. Одноимённый остров является крупнейшим в заказнике, он находится в северной части комплекса.

## Флора и фауна
Разнообразный растительный мир заказника насчитывает 664 вида сосудистых растений, 19 из которых занесены в Красную книгу Белоруссии: венерин башмачок настоящий, осока теневая, ива черничная, кувшинка белая и другие.
Фауну заказника составляют 29 видов млекопитающих, 5 видов рептилий, 9 — амфибий, 24 вида рыб. В заказнике зарегистрировано 125 видов птиц, 21 из которых принадлежат к редким и находящимся под угрозой вымирания видам: в их числе большая белая цапля, чёрный аист, белая лазоревка, дупель и другие. Также на территории болота находится крупнейшая в мире популяция вертлявой камышовки (Acrocephalus paludicola), большого подорлика и коростеля. Зарегистрировано 19 долговременных поселений бобров, в каждом из которых проживает 3-4 особи.
Среди насекомых «Званца» обнаружено 16 видов чешуекрылых, включённых в Красную книгу, в том числе стремительно вымирающая в Европе сенница эдип. В 2007 году здесь впервые в Белоруссии была обнаружена медведица-метелька Rhyparioides metelkana.
В 2020 году Нацбанк Белоруссии выпустил монету из серии «Заказники Беларуси», посвящённую комплексу «Званец». На монете изображены символы заказника — вертлявая камышовка и венерин башмачок.

## Деятельность
В заказнике ведутся научные исследования международного уровня, нередко финансируемых из иностранных источников. Например, сотрудники заказника работали над каталогами Красного списка дневных бабочек Европы (2010) и Атласа распространения европейских дневных бабочек
(2015).
В 2018 и 2019 годах в рамках программы Европейского союза Life по 50 птенцов вертлявой камышовки были переселены из «Званца» в литовский резерват «Жувинтас».

## Угрозы
Вплоть до начала 1990-х местные жители пасли скот и вели сенокос на землях заказника. Остановка сенокоса привела к зарастанию болот тростником и кустарниками, что негативно сказывается на популяциях многих редких видов, в том числе вертлявой камышовки. Из-за зарастания болот сенница эдип в «Званце» практически вымерла.
Угрозой природным комплексам заповедника являются антропогенные факторы: вмешательство в гидрологический режим путём мелиорации, распахивание минеральных островов, неконтролируемое поджигание сухого тростника.